# 蚂蚁浏览器
蚂蚁浏览器（myie9）是基于myie源代码的一款开源浏览器，目前有ubuntu版，同时也在开发蚂蚁chrome。蚂蚁浏览器具有屏蔽弹窗广告，过滤悬浮广告、页面广告等功能。